# ادی کندریکس
ادی کندریکس (انگلیسی: Eddie Kendricks؛ ۱۷ دسامبر ۱۹۳۹ – ۵ اکتبر ۱۹۹۲) خواننده با صدای فالستو و ترانه‌سرای اهل ایالات متحده آمریکا بود. او بین سال‌های ۱۹۵۵ تا ۱۹۹۲ میلادی فعالیت می‌کرد و عضو اصلی گروه آوازی تمپتیشنز بود.